# 阪口大助
阪口 大助（さかぐち だいすけ、1973年10月11日 - ）は、日本の男性声優。青二プロダクション所属。新潟県柏崎市東の輪町出身。
代表作は『創聖のアクエリオン』（ジュン・リー）、『機動戦士Vガンダム』（ウッソ・エヴィン）、『あたしンち』（立花ユズヒコ）、『銀魂』（志村新八）などがある。

## 来歴

### 生い立ち
子供の頃は近所の野山や海で遊ぶ子供であり、当時は『川口浩探検隊』ごっこをしていたという。
小学4、5年生ぐらいの頃、流行っていたガンプラに夢中になり多くのモビルスーツのガンプラを製作。最初に作ったのは1/144のズゴック。好きなモビルスーツとしてもズゴックを挙げている。ガンダムなどの地球連邦軍のモビルスーツには惹かれなかった。人顔が好みではなかったようだが、ジム、ガンキャノンのようなメインカメラが人顔ではないのは買ったことはあり、ガンダムは一度も買ったことがなかったという。その後、テレビアニメ『機動戦士ガンダム』を観るようになったという。それまではあまりアニメを観ることはなく、職業としての声優について関心はなかった。

### 声優になるきっかけ
小学校時代にテレビアニメ『機動戦士Ζガンダム』を観て声優にも憧れるようになった。『機動戦士Ζガンダム』で好きなキャラクターはアポリー・ベイ。
当時はなりたい職業のひとつとして憧れていただけだったため、特に行動することはなかった。ほかにはビーバー、カピバラなどの齧歯類、カモノハシといった動物も好きだったため、ペットショップの店員や本屋の店員にもなりたいと考えていたという。しかしズゴックに乗りたかったことを理由に中学1年生の時に声優を志して青二塾東京校（12期）に入所。

### 声優になるまで
家族には声優志望については特に反対されることはなかったが、そもそも阪口が声優になれるとは思ってなかったとのこと。阪口はが「青二塾に行きたい」と言った際にもすんなり許可されたため拍子抜けしたと語っている。青二塾の沿線に母の実家があったため、そこから1年間通った。青二塾の同期生に緒方恵美、石川英郎、笠原留美、幸野善之、新山志保、山田真一らがいる。
青二塾時代は学校時代の勉強でもスポーツでも落ちこぼれたことがなかったが、いきなり一番下に落とされ、芝居の経験が全くないところから始める。青二塾の授業の日本舞踊も西洋舞踊も声楽もしていたが、踊りも歌も苦手だったことから、どの授業でも落ちこぼれだった。土曜日のラジオドラマの授業で、兵士、おじさん役が消化できない役柄で、結局、どの授業でも出来はよくなく厳しく、生まれて初めて、挫折を味わったという。
青二塾時代は一番年下だったため、モヤモヤする感じで、阪口は長男で、学校では、わりと人の前を行くタイプでしてきたことから、人への甘え方も無知だった。青二塾時代では弟キャラであり、苦労した思い出はあり、入塾して半年くらいは、戸惑っていたという。
周囲には仲良くしてもらっていたが、可愛がってくれる人物にどう接していいのか分からなかった。青二塾を辞めたくなるということはなかったが、「なんか居心地は悪いなぁ」と解消されたのが、夏の旅行だった。演し物をやるからグループを作ることになった。その時に「僕、みんなに甘えたり頼ったりしてもいいのかな？」と思えるようになり、「やってもできない自分を認めて、アジャストしていけばいいんだ」と、方向を切り替えてた気がしていたという。
しかし卒業するまで落ちこぼれだったことから、声優が自分に合っているとは、これっぽっちも思ってなかった。よく振られていたおじさん役は上手くできず、自適正がどこにあるかも分からなかった。その時に「こりゃまずい、声優になれるのか？」と、不安で、卒業しても青二プロダクションに残れるとは、思っておらず、「この先、どうしよう？」と真剣に考えていたという。
青二塾卒業後、青二プロダクションの所属オーディションを受けて、合格して、所属する。
後から、「実は落ちてた」という話も聞いており、卒業公演を観てもらった時点、オーディションの面接もダメだったという。ただし、その面接を見てくれた上の人物が「面白いから残してみたら？」と述べており、合格できたという。
合格した時は「あ、先が見えた！」と安心していたが、その後は苦労はしており、人見知りなため、事務所に行き、マネージャーに自己アピールができなかった。その時に「俺、やっぱり声優向いてないのかな」と、不安になったという。

### キャリア
初仕事はクライアントにプレゼンテーションするためのラジオCMのサンプルだった。青二塾時代にあまり演らせてくれなかった少年役を演じたため、嬉しかったという。舞台の出演、顔出しのVTRの仕事を経て、1992年に『美少女戦士セーラームーン』で声優デビュー。
1993年、『機動戦士Vガンダム』で主人公・ウッソ・エヴィン役に抜擢。パイロット版の収録時、監督の富野由悠季から厳しい指摘を受け、その後も1話の収録で複数回の録り直しが当たり前だったが、これで土台が作られたと本人は振り返っている。

## 人物・エピソード
『卒業M』のCD会報で結婚したことを発表している。結婚相手はアニメ雑誌元編集者で取材が馴れ初め。
事務所の先輩である緑川光、林延年、置鮎龍太郎、石川英郎と共に『卒業M』から生まれたユニット「E.M.U」に所属していた。
前述の通りガンダムシリーズに憧れて声優業に就いたが、初めての仕事でシリーズ参加、しかも主役に抜擢されたため、目標がなくなったという。「現在は余生を過ごしている」と語ったこともある。
関智一が座長を務めている劇団ヘロヘロQカムパニーに所属していたことがある。

### 特色
音域はA - F（F♯）。素直なボーイソプラノが魅力。
ちょっと弱気な少年、真っ直ぐな少年、野性味溢れる青年まで、幅広いキャラクターを演じているが、阪口曰く普通の男役が多く、極端な役のほうが、演じやすいという。
『機動戦士Vガンダム』のウッソ・エヴィン役、『ガンバリスト!駿』の藤巻駿役、『卒業M』の志村未希麿役、『あたしンち』の立花ユズヒコ役など「演じた役そのまんまだね」と言われることが多く、「いや、俺、何重人格なんだよ！」と思うが、演じるたびに言われてしまうという。ある意味、キャラが生臭くなり、キャラクター、キャラクターしてなく、「実在の人間に近づいてるということなのかなぁ。だとすれば僕にとってはそれが正解だし」と思うところはあるという。『銀魂』の志村新八役のオーディションの話が来た時も、「このイメージか」と思っていた。当時、『N・H・Kにようこそ!』の山崎薫役、『創聖のアクエリオン』のジュン・リー役といった眼鏡をかけたキャラクターを演じることが多く、新八役も「取りにいくしかないな」、「もしかして、眼鏡おたくが俺のストライクゾーンなんじゃね？」と思ったという。当時、週刊少年ジャンプから離れていた時期だったため、改めて原作の『銀魂』を読み、「面白れーなー」と思い、決まった時は「おおー、3本目の眼鏡おたく！」と、喜んだという。
感覚で役にアプローチしており、基本的に頭でっかちなため、頭で考えすぎると杓子定規なキャラになりがちで、現場に行ってテストで出た声が、「そのキャラの声なんだ」と思い、している。家で声を作ったりもしておらず、アフレコ用のVTRを貰っても、台詞のタイミングは計るが、何度も見直し、繰り返し練習をすることはなく、長い台詞は軽く声に出してみるくらいである。何度も練習をすると、型に熱中して現場で融通がきかなくなるため、嫌だという。芝居論については演劇論の話が出ても、「僕、分かんないんで」と言っていることから嫌いではないという。落ちこぼれだったことから、「あまり当てはまらないね」と言われ、デビュー当時は、事務所の名前を勘違いしていたくらいだったという。

### 趣味・嗜好
趣味はスポーツ観戦、歴史など。小学校時代の頃は水泳、陸上、バスケ、卓球を掛け持ちし、中学時代は陸上部に所属していた。サッカー・Jリーグが好きで、出身地・新潟のチーム「アルビレックス新潟」のサポーター。2014年12月、後援会PVに首都圏後援会員として出演した。
持っている資格は恐竜検定3級。

### 交友・対人関係
杉田智和、釘宮理恵とは『学園戦記ムリョウ』、『銀魂』などそれぞれの作品で共演している。
ウマ娘プリティーダービーが好きであり、杉田智和とウマ娘トークを繰り広げている。

## 出演
太字はメインキャラクター。

### テレビアニメ
1992年
- 美少女戦士セーラームーン（1992年 - 1996年、ネコ、更科九助、青年、男の子、ダミー） - 4シリーズ + 特別編

1993年
- 機動戦士Vガンダム（1993年 - 1994年、ウッソ・エヴィン）
- GS美神（男子生徒）

1994年
- キテレツ大百科（利吉）
- 銀河戦国群雄伝ライ（虎丸）
- 蒼き伝説 シュート!（広瀬清隆）
- ママレード・ボーイ（男子学生）
- キャプテン翼J（森崎有三）

1995年
- アニメ世界の童話（マッチ、フリッツ）
- 恐竜冒険記ジュラトリッパー（ベソ）
- ドラゴンボールZ（オバケ）

1996年
- ガンバリスト!駿（1996年 - 1997年、藤巻駿）
- 名犬ラッシー（ビリー・モナハン）

1997年
- クレヨンしんちゃん（1997年 - 、ヨシリン）
- 中華一番!（タン・サンチェ〈初代〉）
- 手塚治虫の旧約聖書物語（アサフ）

1998年
- 学級王ヤマザキ（ブタ田ヒカル）
- 金田一少年の事件簿（1998年 - 2007年、チャネラー桜庭、高遠遙一〈少年時代〉、氷森冬彦） - 1シリーズ + 特別編
- 時空転抄ナスカ（清野慶太）
- DTエイトロン（アモーロートのシュウ）
- 春庭家の3人目（麻呂）
- 魔術士オーフェン（キリングドール）
- まもって守護月天!（七梨太助）
- 遊☆戯☆王（灰山）
- よいこ（網本ケンジ）
- ロードス島戦記-英雄騎士伝-（マール）

1999年
- THE ビッグオー（ジェフ・メイヤーズ）
- 神八剣伝（アブ）
- 爆球連発!!スーパービーダマン（修二）
- 花さか天使テンテンくん（ツヨちゃん）
- 仙界伝 封神演義（太乙真人）

2000年
- 学校の怪談（礼一郎少年）
- それいけ!アンパンマン（2000年 - 2021年、はみがきまん〈2代目〉）

2001年
- 学園戦記ムリョウ（成田次郎、守機）
- 超GALS!寿蘭（2001年 - 2002年、黒井直樹、ゴリ）
- 地球防衛家族（増井昭一）
- 爆転シュートベイブレード（ジャンカルロ、少年B）
- はじめの一歩（2001年 - 2009年、ハンマー・ナオ / 山田直道） - 2シリーズ
- ポケットモンスタークリスタル ライコウ雷の伝説（ジュンイチ）
- 魔法少女猫たると（岡木月平）

2002年
- あたしンち（2002年 - 2016年、立花ユズヒコ） - 2シリーズ
- 東京ミュウミュウ（キッシュ 他）
- 爆闘宣言ダイガンダー（ススム）
- ヒートガイジェイ（クレア・レオネリ）
- デジモンフロンティア（トレイルモン〈ケトル〉）
- ポケットモンスター（ジュンイチ）

2003年
- アストロボーイ・鉄腕アトム（マルちゃん、プッチ）
- エアマスター（三島麗一）
- GAD GUARD（アラシの弟）
- 十二国記（白薙、高里卓）
- 探偵学園Q（富永雅士）
- 成恵の世界（飯塚和人）
- 人間交差点（倉田清）
- ポケットモンスター アドバンスジェネレーション（2003年 - 2006年、ヤミラミ、トンペイ、ジュカイン、アリアドス、ウソハチ 他）
- ポケットモンスター サイドストーリー（2003年 - 2004年、ツトム、カスリン）
- ボボボーボ・ボーボボ（2003年 - 2005年、ダイナマイト三兄弟三男、歯磨き粉、デスマスク、ハロンオニ）
- まぶらほ（式森和樹）

2004年
- アークエとガッチンポー（2004年 - 2005年、ジェンパオ、ナンパ男、キズ男、ボクサー、チョウヨウ 他） - 2シリーズ
- アガサ・クリスティーの名探偵ポワロとマープル（アレックス・クラッケンソープ）
- 陰陽大戦記（繁茂のニンクロウ）
- かいけつゾロリ（2004年 - 2006年、カードくんA、チポリ、チュンくん、草、子ブタ三男） - 2シリーズ
- ケロロ軍曹（デスク）
- 絢爛舞踏祭 ザ・マーズ・デイブレイク（小カトー・タキガワ）
- コロッケ!（ピロシキ）
- デュエル・マスターズ チャージ（黒柳）
- とっとこハム太郎（キツネさん）
- 鋼の錬金術師（男A）
- ブラック・ジャック（光男）
- 妄想代理人（少年バット、狐塚誠）
- RAGNAROK THE ANIMATION（ロアン）
- ロックマンエグゼ シリーズ（2004年 - 2006年、トマホークマン） - 3シリーズ
- わがまま☆フェアリー ミルモでポン! わんだほう（フォーレ）

2005年
- AIR（TVの主役）
- 創聖のアクエリオン（ジュン・リー）
- 好きなものは好きだからしょうがない!!（佐倉広夢）
- 戦国英雄伝説 新釈 眞田十勇士 The Animation（小早川中納言秀秋）
- タイドライン・ブルー（キール）
- ディノブレイカー（ジェット・シーゲル）
- MAJOR 2nd､3rd season（2005年 - 2007年、渡嘉敷）
- MÄR-メルヘヴン-（2005年 - 2007年、ジャック）
- ONE PIECE（2005年 - 2024年、リットント、ポートガス・D・エース〈子供時代〉）

2006年
- N・H・Kにようこそ!（山崎薫）
- 銀魂（2006年 - 2018年、志村新八、小林 他） - 5シリーズ
- 牙 -KIBA-（ギンガ）
- 金色のコルダ〜primo passo〜（緒形勇）
- .hack//Roots（シラバス）
- 祝!(ハピ☆ラキ)ビックリマン（2006年 - 2007年、吉福神、運転手）
- BLEACH（鵬、磐）
- ポケットモンスター ダイヤモンド&パール（2006年 - 2011年、コジロウのマスキッパ、タケシのウソハチ→ウソッキー、コサブロウのツボツボ、シンジのドンカラス、スモモのルカリオ、ハジメ、サトシのフカマル 他） - 1シリーズ + 特別編
- よみがえる空 -RESCUE WINGS-（熊田浩太朗、井上健）

2007年
- おでんくん（オデオン社長）
- CLANNAD-クラナド-（2007年 - 2009年、春原陽平） - 2シリーズ
- ゲゲゲの鬼太郎（第5作）（2007年 - 2008年、小林、豆腐小僧、金吉）
- シルクロード少年 ユート（マルコ・ポーロ）
- 東京魔人學園剣風帖 龍龍（唐栖亮一）
- BACCANO! -バッカーノ!-（ジャグジー・スプロット）
- バンブーブレード（中田勇次、ブルーブレイバー）
- ぼくらの（ワク / 和久隆）
- ポケモン不思議のダンジョン 時の探検隊・闇の探検隊（ペラップ）
- もっけ（有田）
- モノノ怪 「海坊主」（佐々木兵衛）
- もやしもん（2007年 - 2012年、沢木惣右衛門直保） - 2シリーズ

2008年
- 仮面のメイドガイ（富士原幸助）
- 鉄のラインバレル（王政陸）
- ゴルゴ13（スティーブ）
- 西洋骨董洋菓子店〜アンティーク〜（若い男A）
- テレパシー少女 蘭（山下）
- ねぎぼうずのあさたろう（杵太郎）
- はたらキッズ マイハム組（メザマシーン）
- ワールド・デストラクション 〜世界撲滅の六人〜（クマゴロー）

2009年
- 怪談レストラン（2009年 - 2010年、伊藤弘、レイコの兄）
- 鋼殻のレギオス（ハーレイ・サットン）
- 地獄少女 三鼎（水原文男）
- ドラえもん（テレビ朝日版第2期）（ピロン）
- バトルスピリッツ 少年激覇ダン（2009年 - 2010年、硯秀斗、ドライ）
- ポケモン不思議のダンジョン 空の探検隊 時と闇をめぐる最後の冒険（ペラップ）
- WHITE ALBUM（七瀬彰）

2010年
- 刀語（真庭蝶々）
- デュエル・マスターズ クロスショック（クルト）
- NARUTO -ナルト- 疾風伝（2010年 - 2013年、五月雨、コムシ）
- ハートキャッチプリキュア!（才谷秀雄）
- ひめチェン!おとぎちっくアイドル リルぷりっ（柚子小路栗麻呂）

2011年
- THE IDOLM@STER（ゲロゲロキッチンの司会者）
- SDガンダム三国伝 Brave Battle Warriors（曹丕ガンダム）
- ギルティクラウン（魂館颯太）
- SKET DANCE（2011年 - 2012年、杉原哲平、志村新八、スプラッタ三太夫）
- ちはやふる（2011年 - 2020年、持田太） - 3シリーズ
- デジモンクロスウォーズ シリーズ（イグニートモン、フレイウィザーモン） - 2シリーズ
- バトルスピリッツ ブレイヴ（硯秀斗）
- 名探偵コナン（2011年 - 2024年、橋本善成、久野理、暮石有斗）

2012年
- エウレカセブンAO（セールスマン）
- エリアの騎士（山梨一郎、鬼丸春樹）
- 機動戦士ガンダムAGE（マックス・ハートウェイ）
- スマイルプリキュア!（ポップ）
- バトルスピリッツ ソードアイズ（2012年 - 2013年、スオウ）
- 氷菓（福部里志）
- プリティーリズム・ディアマイフューチャー（広海友）

2013年
- 戦勇。（ユーリ）
- 探検ドリランド -1000年の真宝-（神風カシム、邪神騎セアド）
- ダンボール戦機WARS（セレディ・クライスラー）
- 波打際のむろみさん（リュウグウノツカイ）
- 迷宮家族（てんとう虫、勇者）

2014年
- 甘城ブリリアントパーク（木村）
- 神々の悪戯（ゼウス・ケラウノス〈子供〉）
- 少年ハリウッド -HOLLY STAGE FOR 49-（2014年 - 2015年、富井実） - 2シリーズ
- ハマトラ（桂木勇紀）
- ヒーローバンク（三毛田マサヒロ、オスト・シャッター）
- ONE PIECE “3D2Y” エースの死を越えて! ルフィ仲間との誓い（ポートガス・D・エース〈子供時代〉）

2015年
- 血界戦線（2015年 - 2017年、レオナルド・ウォッチ） - 2シリーズ
- ゴッドイーター（藤木コウタ）
- 団地ともお（ユウト）
- どうしても干支にはいりたい（2015年 - 2020年、ウマ） - 2シリーズ
- バトルスピリッツ 烈火魂（混剛憲秀）
- ワールドトリガー（ゼノ）
- ONE PIECE エピソードオブサボ 〜3兄弟の絆 奇跡の再会と受け継がれる意志〜（ポートガス・D・エース〈子供時代〉）

2016年
- Dimension W（ハリソン・イーストリヴァー）
- デジモンユニバース アプリモンスターズ（2016年 - 2017年、ハックモン / レイドラモン / リバイブモン / ハデスモン、ワトソン・シュナイダー、秀念）
- パズドラクロス（2016年 - 2018年、ドニー）
- バトルスピリッツ ダブルドライブ（赤猿）
- 美少女戦士セーラームーンCrystal（浅沼一等）
- 無彩限のファントム・ワールド（諸橋翔介)

2017年
- 3月のライオン（2017年 - 2018年、横溝億泰） - 2シリーズ
- タイムボカン24（孫悟空）
- エルドライブ【ēlDLIVE】（ガームッシュ星人）
- 正解するカド（歌丸）
- ちびまる子ちゃん（2017年 - 2022年、すいま、中村くん）
- ナイツ&マジック（倉田翼）
- 潔癖男子!青山くん（塚本仁）
- いぬやしき（濱田悟）

2018年
- 斉木楠雄のΨ難（志村新八、白神筆吉）
- 続 刀剣乱舞-花丸-（不動行光）
- PERSONA5 the Animation（2018年 - 2019年、三島由輝） - 1シリーズ + 特別編前後編
- ゲゲゲの鬼太郎（第6作）（2018年 - 2019年、太郎丸、小次郎）
- 美男高校地球防衛部HAPPY KISS!（羅塩大尊）
- 爆釣バーハンター（2018年 - 2019年、立津手トンペイ）
- ほしの島のにゃんこ（コテツ）
- 中間管理録トネガワ（敬一郎）

2019年
- ジョジョの奇妙な冒険 黄金の風（カルネ / ノトーリアス・B・I・G）
- RobiHachi（JPS-19〈イック〉）
- 真夜中のオカルト公務員（清水翔太）
- 炎炎ノ消防隊（2019年 - 2025年、ヴィクトル・リヒト） - 3シリーズ
- ハイスコアガールII（豆蔵）

2020年
- 推しが武道館いってくれたら死ぬ（藤川）
- ハクション大魔王2020（テツパン）

2021年
- EX-ARM エクスアーム（ベータ）
- もっと!まじめにふまじめ かいけつゾロリ（2021年 - 2022年、グラモ） - 2シリーズ
- デジモンゴーストゲーム（2021年 - 2023年、野村コタロウ）
- かぎなど（2021年 - 2022年、春原陽平） - 2シリーズ

2022年
- のりものまん モービルランドのカークン（ドロボン）
- アオアシ（月島亜希）
- ポケットモンスター（2022年 - 2023年、フカマル、マスキッパ） - 2シリーズ
- デュエル・マスターズ WIN（2022年 - 2023年、うんちく） - 2シリーズ
- うる星やつら (2022)（2022年 - 2024年、アキラ） - 2シリーズ
- 転生したら剣でした（ダンジョンマスター）

2023年
- SYNDUALITY Noir（2023年 - 2024年、マイケル） - 2シリーズ
- 経験済みなキミと、経験ゼロなオレが、お付き合いする話。（仁志名蓮）

2024年
- 逃走中 グレートミッション（2024年 - 2025年、ビーバー、タヌキ）
- 刀剣乱舞 廻 -虚伝 燃ゆる本能寺-（不動行光）
- パズドラ（チャマメ星人）
- ブルーロック VS. U-20 JAPAN（照朝熱人）

2025年
- 妃教育から逃げたい私（デイル）
- 青の祓魔師 終夜篇（エギュン）
- 魔神創造伝ワタル（ツクヨミ、ベイビーエンジョーダ）
- 強くてニューサーガ（カレナス）
- 3年Z組銀八先生（志村新八）

### 劇場アニメ
1997年
- 音響生命体ノイズマン（ススム）

1999年
- クレヨンしんちゃん 爆発!温泉わくわく大決戦（ヨシリン）

2000年
- クレヨンしんちゃん 嵐を呼ぶジャングル（ヨシリン）

2002年
- えっちゃんのせんそう（忠彦）
- シックス・エンジェルズ（アキラ・キャニオン）
- パルムの樹（シャタ）

2003年
- 映画 あたしンち（2003年 - 2010年、立花ユズヒコ） - 2作品
- クレヨンしんちゃん 嵐を呼ぶ 栄光のヤキニクロード（ヨシリン）

2005年
- 劇場版ポケットモンスター アドバンスジェネレーション ミュウと波導の勇者 ルカリオ（マニューラ）
- ロックマンエグゼ 光と闇の遺産（トマホークマン）
- ONE PIECE THE MOVIE オマツリ男爵と秘密の島（リック）

2006年
- クレヨンしんちゃん 伝説を呼ぶ 踊れ!アミーゴ!（ヨシリン）
- 劇場版ポケットモンスター アドバンスジェネレーション ポケモンレンジャーと蒼海の王子 マナフィ（ブイゼル）
- パプリカ（氷室啓）

2007年
- 劇場版 アクエリオン（ジュン・リー）
- 劇場版 CLANNAD -クラナド-（春原陽平）
- 劇場版ポケットモンスター ダイヤモンド&パール ディアルガVSパルキアVSダークライ（ウソッキー）
- 河童のクゥと夏休み（カラス、野次馬）

2008年
- 映画! たまごっち うちゅーいちハッピーな物語!?（シアワセーニョ）
- 劇場版ポケットモンスター ダイヤモンド&パール ギラティナと氷空の花束 シェイミ（ウソッキー）

2009年
- 宇宙戦艦ヤマト 復活篇（天馬走、天馬翔）
- 劇場版ポケットモンスター ダイヤモンド&パール アルセウス 超克の時空へ（ウソッキー）

2010年
- 劇場版 怪談レストラン（ピエール）
- 劇場版 銀魂 新訳紅桜篇（志村新八）
- 劇場版ポケットモンスター ダイヤモンド&パール 幻影の覇者 ゾロアーク（ドーミラー）

2012年
- アシュラ（呉作）
- クレヨンしんちゃん 嵐を呼ぶ!オラと宇宙のプリンセス（ヨシリン）
- 映画かいけつゾロリ だ・だ・だいぼうけん!（ゾロンドのロボ）

2013年
- 映画 プリキュアオールスターズNewStage2 こころのともだち（ポップ）
- クレヨンしんちゃん バカうまっ!B級グルメサバイバル!!（よしりん）
- 劇場版 銀魂 完結篇 万事屋よ永遠なれ（志村新八）

2015年
- クレヨンしんちゃん オラの引越し物語 サボテン大襲撃（よしりん）

2016年
- クレヨンしんちゃん 爆睡!ユメミーワールド大突撃（ヨシりん）
- 弱虫ペダル SPARE BIKE（糸川修作）

2018年
- クレヨンしんちゃん 爆盛!カンフーボーイズ〜拉麺大乱〜（ヨシりん）

2019年
- 映画 爆釣バーハンター 謎のバーコードトライアングル!爆釣れ!神海魚ポセイドン（立津手トンペイ）

2021年
- 銀魂 THE FINAL（志村新八）

2023年
- 劇場版 美少女戦士セーラームーンCosmos（浅沼一等）
- しん次元! クレヨンしんちゃん THE MOVIE 超能力大決戦 〜とべとべ手巻き寿司〜（ヨシりん）

2024年
- クレヨンしんちゃん オラたちの恐竜日記（ヨシりん）

### OVA
1995年
- 湘南爆走族 10 FROM SAMANTHA（少年）

1996年
- 覚悟のススメ（ぽん太）
- 結婚 〜Marriage〜（志村未希麿）

1999年
- 卒業M〜オレ達のカーニバル〜（志村未希麿）

2000年
- 伝心 まもって守護月天!（七梨太助）

2002年
- 殺し屋1 THE ANIMATION EPISODE 0（広瀬）

2003年
- サブマリン707R（海野千太）

2004年
- 大YAMATO零号（トムトム）

2005年
- 銀魂（2005年 - 2016年、志村新八） - 3作品
- 好きなものは好きだからしょうがない!!（佐倉広夢）
- ポケットモンスター シリーズ（2005年 - 2010年、ウソハチ、マスキッパ、ウソッキー、フカマル） - 6作品

2007年
- 創星のアクエリオン（ジュン・リー）
- .hack//G.U. Returner（シラバス）
- 真救世主伝説北斗の拳 ユリア伝（リュウガ）

2008年
- ドラえもんといっしょ ドラミちゃんとできるかな（スプーン）

2009年
- きグルみっく☆V3 -ベストエピソードコレクション-（パフェ、町人A）
- ときめきメモリアル4 ORIGINAL ANIMATION -始まりのファインダー-（小林学）

2011年
- SUPERNATURAL: THE ANIMATION（ダニー）
- VitaminX Addiction（真田正輝）

2012年
- 名探偵コナン えくすかりばあの奇跡（フジオ）

2013年
- 参乗合体 トランスフォーマーGo!（ヒショウマル）
- 波打際のむろみさん（リュウグウノツカイ）※コミックス第9巻DVD付特装版

2016年
- 血界戦線（2016年 - 2018年、レオナルド・ウォッチ） - 2作品

### Webアニメ
2002年
- サイキックアカデミー煌羅万象（汐見愛）

2007年
- ポケモン不思議のダンジョン 出動ポケモン救助隊ガンバルズ!（ヒトカゲ）

2010年
- あぐかる（めろりん）

2015年
- 美少女戦士セーラームーンCrystal（浅沼一等）

2016年
- クレヨンしんちゃん外伝 エイリアン vs. しんのすけ（ヨシリン）
- クレヨンしんちゃん外伝 おもちゃウォーズ（ヨシリン）

2019年
- バトルスピリッツ サーガブレイヴ（2019年 - 2020年、硯秀斗）
- 7SEEDS（2019年 - 2020年、八巻朔也） - 2シリーズ
- 銀魂 〜モンスターストライク編〜（志村新八）

2021年
- 銀魂 THE SEMI-FINAL 万事屋篇（志村新八）
- 青い羽みつけた!（ツミ）
- とびだせ！柏崎（2021年 - 2024年、サイカワ博士 他） - 3シリーズ

2022年
- もっと!まじめにふまじめ かいけつゾロリ ゾロリのへや（グラモ）
- 健幸宝船 SUKOYAKA7（布袋尊、福禄寿、弁財天）

2023年
- Elemon（アクロ）

2024年
- あたしンちNEXT（立花ユズヒコ）

### ゲーム
1992年
- 魔法の少女シルキーリップ（岡崎潔）

1995年
- メタモル・パニック D♥KI D♥KI 妖魔バスターズ!!（高見沢柾樹）

1996年
- スーパーロボット大戦シリーズ（1996年 - 2021年、ウッソ・エヴィン） - 6作品
- LUNAR シルバースターストーリー（ナッシュ）

1997年
- イバラード 〜ラピュタの孵る街〜（メーキンソー）
- スターフォックス64（ナウス、アンドリュー・オイッコニー、ビル・グレイ）
- マリカ 〜真実の世界〜（八巻信長）

1998年
- SDガンダム GGENERATION（1999年 - 2012年、ウッソ・エヴィン） - 12作品
- スターオーシャン セカンドストーリー（アシュトン・アンカース、ノエル・チャンドラー）
- 卒業M 〜生徒会長の華麗なる陰謀〜（志村未希麿）
- ファーストKiss☆物語（笹木哲也）
- ヒューネックスファイターズ'98（ナレーション） - 『ファーストKiss☆物語』付属ミニゲーム。

1999年
- ヴァルキリープロファイル（ラウリィ）
- スーパーロボット大戦コンプリートボックス（ザシュフォード・ザン・ヴァルハレビア）
- 闘神伝 昴（ファン）
- トゥルーラブストーリー2（風間健太）
- Harlem Beat（成瀬徹）

2000年
- 決戦（徳川秀忠）
- 高機動幻想ガンパレード・マーチ（茜大介）

2001年
- グローランサーII（ハンス・バート）
- 決戦II（于禁、関平）
- サモンナイト2（バルレル、エクス）

2002年
- 俺の下であがけ（清水新）
- 封神演義2（白唱）
- JEWEL GARDEN （ルビー）

2003年
- ヴィーナス&ブレイブス〜魔女と女神と滅びの予言〜（ウィッペル）
- SUNRISE WORLD WAR Fromサンライズ英雄譚（ウッソ）
- テイルズ オブ シンフォニア（ノーム）

2004年
- AIRFORCE DELTA 〜BLUE WING KNIGHTS〜（ピエール・ギャロ）
- コロッケ!Great 時空の冒険者（ピロシキ）
- 桜坂消防隊（土井順平）
- 十二国記 -赫々たる王道 紅緑の羽化-（紫雲）
- 好きなものは好きだからしょうがない!!（佐倉広夢）
- 24時、君のハートは盗まれる 〜怪盗ジェイド〜（相沢ユキ）

2005年
- コロッケ!DS 天空の勇者たち（ピロシキ）
- 死神修行はじめました。（フェイ）
- そして僕らは、…and he said（栗栖廣己）
- 義経英雄伝（牛若丸）
- 義経英雄伝修羅（牛若丸）
- ロマンシング サガ -ミンストレルソング-（エルマン）

2006年
- ヴァルキリープロファイル レナス（ラウリィ）
- ガンパレード・オーケストラ 青の章 〜光の海から手紙を送ります〜（茜大介）
- 銀魂でぃ〜えす・万事屋大騒動!（志村新八）
- 銀魂 銀時vs土方!? かぶき町銀玉大争奪戦!!（志村新八）
- CLANNAD / FULL VOICE（2006年 - 2008年、春原陽平） - 2作品
- クレヨンしんちゃん 伝説を呼ぶ オマケの都ショックガーン!
- クレヨンしんちゃん 最強家族カスカベキング うぃ〜（ヨシリン）
- 仔羊捕獲ケーカク! スイートボーイズライフ（森永皐太）
- ジョジョの奇妙な冒険 ファントムブラッド（ポコ）
- SpellDown（大谷陽介）
- 聖剣伝説4（ゴーレム）
- テイルズ オブ ザ ワールド レディアント マイソロジー（モルモ）
- .hack//G.U.（2006年 - 2017年、シラバス） - 4作品
- 仔羊捕獲ケーカク! スイートボーイズライフ（森永皐太）

2007年
- 俺の下でAGAKE（清水新）
- 銀魂 銀さんと一緒! ボクのかぶき町日記（志村新八）
- 銀魂 銀玉くえすと 銀さんが転職したり世界を救ったり（志村新八）
- 銀魂 万事屋ちゅ〜ぶ ツッコマブル動画（志村新八）
- クレヨンしんちゃんDS 嵐を呼ぶ ぬってクレヨ〜ン大作戦!
- DEAR My SUN!!〜ムスコ★育成★狂騒曲〜（ポンちゃん）
- 智代アフター 〜It's a Wonderful Life〜（春原陽平）
- バトルファンタジア（セドリック）
- VitaminX（2007年 - 2013年、真田正輝、マルコ・ラグランジュ） - 6作品
- BLADESTORM 百年戦争（ジョルジュ）

2008年
- ガンダム無双2 / 3（2008年 - 2010年、ウッソ・エヴィン） - 2作品
- 機動戦士ガンダム ガンダムVS.ガンダム（ウッソ・エヴィン）
- スーパーロボット大戦Z（ジュン・リー）
- ソラユメ / portable（2008年 - 2009年、山瀬勇人） - 2作品
- 大乱闘スマッシュブラザーズX（ウソハチ、マニューラ）

2009年
- アニーのアトリエ 〜セラ島の錬金術士〜（カイル・ユグラルド）
- 仮面のメイドガイ ボヨヨンバトルロワイアル（富士原幸助）
- 機動戦士ガンダム ガンダムVS.ガンダムNEXT（ウッソ・エヴィン）
- ときめきメモリアル4（小林学）
- NARUTO -ナルト- 疾風伝 ナルティメットアクセル3（童芯）
- バンブーブレード 〜"それから"の挑戦〜（中田勇次）
- ポケパークWii 〜ピカチュウの大冒険〜
- リーナのアトリエ 〜シュトラールの錬金術士〜（キース・リュッセル）
- LUNAR ハーモニー オブ シルバースター（ナッシュ）

2010年
- 機動戦士ガンダム エクストリームバーサス（2010年 - 2016年、ウッソ・エヴィン） - 5作品
- クレヨンしんちゃん おバカ大忍伝 すすめ!カスカベ忍者隊!（ガ〜ンくん、ヨシリン）
- クレヨンしんちゃん ショックガ〜ン!伝説を呼ぶオマケ大ケツ戦!!
- ゴッドイーター（2010年 - 2015年、藤木コウタ） - 4作品
- TAKUYO Mix Box 〜ファーストアニバーサリー〜（山瀬勇人）
- .hack//Link（シラバス）
- ドラゴンボールヒーローズ（2010年 - 、サイヤ人アバター〈エリートタイプ〉） - 5作品

2011年
- クレヨンしんちゃん 宇宙DEアチョー!? 友情のおバカラテ!!
- 第2次スーパーロボット大戦Z 破界篇 / 再世篇（2011年 - 2012年、ジュン・リー） - 2作品
- テイルズ オブ ザ ワールド レディアント マイソロジー3（モルモ、ヒーローボイス）
- ONE PIECE ワンピーベリーマッチW（ポートガス・D・エース〈幼少期〉）

2012年
- 機動戦士ガンダムAGE ユニバースアクセル / コズミックドライブ（マックス・ハートウェイ）
- スーパーロボット大戦OGサーガ 魔装機神 THE LORD OF ELEMENTAL（ザシュフォード・ザン・ヴァルハレヴィア）
- スーパーロボット大戦OGサーガ 魔装機神II REVELATION OF EVIL GOD（ザシュフォード・ザン・ヴァルハレヴィア）

2013年
- 神々の悪戯 / InFinite（2013年 - 2015年、ゼウス・ケラウノス〈子供〉） - 2作品
- 銀魂のすごろく（志村新八）
- 月英学園 -kou-（佐藤健）
- 真・ガンダム無双（ウッソ・エヴィン）
- 真・三國無双7（2013年 - 2014年、張苞） - 3作品
- スーパーロボット大戦UX（王政陸）
- 青春はじめました!（渚鯉介）
- ダンボール戦機ウォーズ（セレディ・クライスラー）
- テイルズ オブ シンフォニア ユニゾナントパック（ノーム）

2014年
- CV 〜キャスティングボイス〜（早乙女透）
- 金色のコルダ3 AnotherSky feat.至誠館（阿藤啓太）
- ジェイスターズ ビクトリーバーサス（志村新八）
- スーパーロボット大戦OGサーガ 魔装機神F COFFIN OF THE END（ザシュフォード・ザン・ヴァルハレヴィア）

2015年
- 英雄伝説 空の軌跡 FC Evolution（デュナン公爵）
- ゴッドイーター リザレクション（藤木コウタ）
- ゼノブレイドクロス（タツ）

2016年
- サモンナイト6 失われた境界たち（バルレル）
- データカードダス アプリモンスターズ（ハックモン）
- ロードス島戦記オンライン（エト）
- 刀剣乱舞 ONLINE（2016年 - 2024年、不動行光）
- ペルソナ5（三島由輝）

2017年
- ガンダムバーサス（ウッソ・エヴィン）

2018年
- 銀魂乱舞（志村新八）
- 真・三國無双8（張苞）
- ゼノブレイド2（タツ） - DLC追加キャラクター
- グランブルーファンタジー（2018年 - 2023年、舎弟のリンタロウ、志村新八）
- ゼノブレイド2 黄金の国イーラ（兵士）
- 無双OROCHI 3（張苞）
- 機動戦士ガンダム エクストリームバーサス2（2018年 - 2025年、ウッソ・エヴィン） - 4作品
- スターオーシャン:アナムネシス（アシュトン・アンカース、ノエル・チャンドラー）

2019年
- ラングリッサー モバイル（ヘイン）
- スーパードラゴンボールヒーローズ ワールドミッション（サイヤ人〈おとこ〉エリートタイプ）
- 共闘ことばRPG コトダマン（2019年 - 2020年、ン魂ヴァリアント、ホン木ダズ、サギツネ、スレイプニプニル、志村新八）
- ペルソナ5 ザ・ロイヤル（三島由輝）

2020年
- ポケモンマスターズ（シトロン）
- プロ野球 ファミスタ 2020（メタルクン）
- Shadowverse（燎火のレンチスミス、ゴールドラッシュゴースト、スカルドリーマー）
- クイズRPG 魔法使いと黒猫のウィズ（志村新八）
- Sdorica（クラーク）

2021年
- ぷよぷよ!!クエスト（志村新八）
- 機動戦士ガンダム U.C. ENGAGE（2021年 - 2024年、ウッソ・エヴィン）

2022年
- SDガンダム バトルアライアンス（ウッソ・エヴィン）
- ユアマジェスティ（ジッキョ）

2023年
- ガールフレンド（仮）（悪Bボーイ）
- STAR OCEAN THE SECOND STORY R（アシュトン・アンカース、ノエル・チャンドラー）
- ドラゴンクエストモンスターズ3 魔族の王子とエルフの旅（ニャーゼル）
- ライブ・ア・ヒーロー!（ヨハック)

2024年
- アークナイツ（ブライオファイタ）
- LINE ポコポコ（パンブー）
- 機動戦士ガンダム アーセナルベース（ウッソ・エヴィン）
- モンスターストライク（ウッソ・エヴィン）

2025年
- ゼノブレイドクロス ディフィニティブエディション（タツ）

### ドラマCD
- ドラマCD 阿佐ヶ谷Zippy（ピエール・キャンデロロ）
- ドラマCD あつまれ! 学園天国（北野久彌）
- ボーカル&ドラマCD「いかがなものか?」（恋の♡♡（らぶらぶ）大作戦/からあげ/ヒッチハイク/映画は楽し/DOLCE VITA/眠れない夜/「おはよう」そして「おやすみ」/ごあいさつ/世界はミュージカル/上杉謙信を語る）…歌とドラマが交互に収録されている。
- ヴァイツ=ブレイド〜はるか彼方の物語〜（ウィル）
- 月刊男前図鑑 王子様編 白盤
- 月刊男前図鑑 王子様編 黒盤
- ドラマCD キノの旅（絵描きの青年）
- 機動戦士ガンダムAGE ドラマCD (マックス・ハートウェイ)
- ドラマCD CLAMP学園怪奇現象研究会事件ファイル（鷹村光司）
- ドラマCD CLANNAD 光見守る坂道で（春原陽平）
- 真・女神転生 STRANGE JOURNEY（バガブー）
- スターオーシャン セカンドストーリーシリーズ（アシュトン・アンカース）
- 青桃院風紀録シリーズ（竹中竹千代）
- DAISUKE! シリーズ（桃麻ダイスケ）
  - DAISUKE! 〜冬の有明で出会ったキミへ〜
  - DAISUKE! 〜聖なるバレインタインと、キミだけのボクら〜
  - DAISUKE! 〜戦慄のバースデー!リベンジに来たアイツ〜
  - DAISUKE! Winter Lover 〜忘れられないキミと、雪の彼方へ〜
  - DAISUKE! 〜有明のお土産と、ちょっとアレなボクら〜
- 高橋さんが聞いている。（加藤[129]）
- ドラマCD ちょこッとSister（川越はるま）
- デジモンアドベンチャー02 ドラマCD 未知へのアーマー進化（プクモン）
- どみなのド!（土江武）
- ドラマCD 竜†恋[Dra+KoI] ぎんいろアクマときんいろオバケ（きんいろおばけ）
- ドラマCD なかよし公園 2（スピカ）
- CDドラマ NaNa（皆垣吾朗）
- 成恵の世界 ドラマCD
  - 成恵の世界 第1章「僕の彼女は宇宙人」
  - 成恵の世界 第2章「夏への扉」
  - 成恵の世界 第3章「親愛なる人々」
  - 成恵の世界 第4章「信じる気持ち」
  - 成恵の世界スペシャル その1「スチールハート」
  - 成恵の世界スペシャル その2「時のラプソディ」
  - 成恵の世界スペシャル その3「宇宙にほえろ！」
- ドラマCD 伯爵家御用達（桜寮寺陸）
- バンブーブレード ドラマCD 紅盤 / 白盤（中田勇次）
- VitaminX シリーズ（真田正輝）
  - VitaminX ハニービタミン〜白雪姫フォーエバー〜
  - VitaminX デイドリームビタミン1〜あの日の約束〜
  - VitaminX デリシャスビタミン 2 〜トキメキ★ラブトラベル〜
  - VitaminX-Z カクテルビタミン1〜真田と加賀美 君はリトルプリンセス〜
  - VitaminX Detective B6　ドラマCD　vol.1,2
- 羊でおやすみシリーズVol.27「夢の中まで笑顔になって」
- 氷菓 ドラマCD1-2 (福部里志)
- ファンタシースター〜封じられし記憶〜 ドラマCD＆ファンブック（ルディ）
- 悪魔で候（魚住陽平）
- ドラマCD　「方言恋愛」3 　-The Dialect Love 3-
- 僕の初恋をキミに捧ぐ（鈴谷律）
- ドラマCD まもって守護月天!再逢＜Retrouvailles＞（七梨太助）
- ドラマCD「伝心 まもって守護月天!」1-8（七梨太助）
- Mr.FULLSWING（鹿目筒良）
- 無敵看板娘 -無敵なドラマCD-（辻逸色）
- ユリア100式（良夫）
- よんでますよ、アザゼルさん。「クラさん編」（デス・クラミジア）※コミックス第12巻ドラマCD付限定版
- ドラマCD Landreaall（ティ・ティ・トリッドリット）
- ドラマCD RAGNAROK THE ANIMATION Ver.1-3 (ロアン)
- 龍狼伝〜竜天女の哀涙(なみだ)〜（天地志狼）
- ルナ シルバースターストーリー ルナティックフェスタ　Vol.1 - 4（ナッシュ）
- Lunar Songs 2/ルナ・ソングス2 〜甦る大地の記憶〜（ナッシュ）
- ドラマCD ONE 〜輝く季節へ〜（住井護）
- ね語男子　其の十四
- バトルスピリッツシリーズ
  - バトスピ大好きスペシャルデッキ&ドラマセット 「ロロとトリックスターの異界見聞録」（放浪者ロロ）
  - バトスピ大好きスペシャルデッキ&ドラマセット2 ドラマCD「異界見聞録 完結編」（放浪者ロロ）
  - バトルスピリッツ ソードアイズ DVD-BOX ドラマCD「熱き想いのゆくえ ハクア対キザクラ！」（スオウ[130]）

### BLCD
- ドラマCD アイツの大本命1-4（吉田義男）
  - アイツの大本命 MAGAZINE BE×BOY 12年6月号付録
- あおい瞳（ニゼ）
- 危ないキャンパス・ラヴ（笠井悠）
- 俺の下であがけシリーズ（清水新）
  - 俺の下であがけ TARGET1 樋口・清水
  - 俺の下であがけ TARGET2 山口・吉岡
- 王子様のお勉強（悠）
- 皇林学院シリーズ 2 愛の才能（白石純哉）
- 学園ヘヴン3〜Happy☆パラダイス〜（チャズ）
- かげろうの森（葛西実紀）
- 風花（椋木裕也）
- キケンじゃないだろ！（竹中竹千代）
- 仔羊捕獲ケーカク!（森永皐太）
- 好きなものは好きだからしょうがない!!シリーズ（佐倉広夢）
  - 好きなものは好きだからしょうがない!!+White Flower+TRUTH【fall】
  - 好きなものは好きだからしょうがない!!+White Flower+TRUTH【rise】
  - 好きなものは好きだからしょうがない!!―FIRST LIMIT TRUTH―
  - 好きなものは好きだからしょうがない!!―LOVE STORIES―
  - 好きなものは好きだからしょうがない!!―NEVER LAND―
  - 好きなものは好きだからしょうがない!!―NEVER LAND2 ハッピーアワー―
  - 好きなものは好きだからしょうがない!!―TARGET NIGHTS TRUTH―
  - 好きなものは好きだからしょうがない!!―・RAIN・TRUTH―
- スタンレー・ホークの事件簿・山藍紫姫子の世界III（ジャン）
- タクミくんシリーズ 08 緑のゆびさき（右近緑）
- つよがり（アキ）
- ドラマCD 二重螺旋シリーズ（篠宮裕太）
  - 二重螺旋2 -愛情鎖縛-
  - 二重螺旋3 -攣哀感情-
  - 二重螺旋4 相思喪曖
  - 二重螺旋5 深想心理
  - 二重螺旋 番外編 スタンド・イン
  - 二重螺旋 番外編 ジェラシーの法則
  - 情愛のベクトル（全員サービスドラマCD）
- FAN ファン（阿辺）
- やたもも2・3（栗田）

### 吹き替え

#### 映画
- アーサーと魔王マルタザールの逆襲（ベタメッシュ）
- アーサーとふたつの世界の決戦（ベタメッシュ）
- アメリカン・パイシリーズ（ケビン〈トーマス・イアン・ニコラス〉）
  - アメリカン・サマー・ストーリー
  - アメリカン・パイ3:ウェディング大作戦
  - アメリカン・パイパイパイ!完結編 俺たちの同騒会
- アラスカ 小さな冒険者たち（ショーン・バーンズ〈ヴィンセント・カーシーザー〉）
- イノセント・ボーイズ（フランシス・ドイル〈エミール・ハーシュ〉）
- インデペンデンス・デイ（ミゲル・ケイス〈ジェームズ・デュヴァル〉[131]）※テレビ朝日版
- ギャラクシー・クエスト（ブランドン〈ジャスティン・ロング〉）
- シャザム!（フレディ・フリーマン〈ジャック・ディラン・グレイザー〉[132]）※劇場公開版
  - シャザム!〜神々の怒り〜[133]
- 上海ルージュ（シュイション）
- スイート・ライフ/ザ・ムービー（ウディー）
- スーパーバッド 童貞ウォーズ（フォーゲル〈クリストファー・ミンツ＝プラッセ〉）
- スカイ・ハイ（イーサン）
- スモール・ソルジャーズ（アラン・アバーナシー〈グレゴリー・スミス〉）※DVD版
- D.N.A./ドクター・モローの島（ムリン〈マルコ・ホーフシュナイダー〉）※テレビ朝日版
- トレマーズ4（フゥ・チャン）
- ハロウィンH20（チャーリー）
- フリー・ウィリー（ペリー〈マイケル・バコール〉）※テレビ朝日版
- フリー・ウィリー2（ジェシー〈ジェイソン・ジェームズ・リクター〉）※テレビ朝日版
- ホーム・アローン（ジェフ・マカリスター〈マイケル・C・マロンナ〉）※テレビ朝日版（日本語吹替完全版Blu-rayBOX収録）
- マレーナ（レナート）

#### ドラマ
- I Love オリバー（マイケル）
- ER緊急救命室XI（グリフィン）
- 堕ちた弁護士〜ニック・フォーリン〜（ジェレミー）※第1シーズン 第14話/第2シーズン 第21話
- 三国志演義（小帝）※NHK-BS2版
- スイート・ライフ オン・クルーズ（ウディー）
- 素晴らしき日々（ジェフ・ビリングス）
- セサミストリート（スティンキー、ライトニング）※テレビ東京版、DVD版
- ふたりはふたご（テイラー・ドノバン）
- フルハウス（ジェイク）※第2シーズン 第11話、第3シーズン 第17話、第4シーズン第5話
- 愉快なシーバー家（ルーク〈レオナルド・ディカプリオ〉）

#### アニメ
- おちゃめな魔女サブリナ（ハービー）
- サウスパーク（スタン・マーシュ）※FOX版
- 時光代理人 -LINK CLICK-（肖力〈シャオ・リー〉）
- ダック・ドジャース※第1シーズン 第6話
- ティーン・タイタンズ（ラリィ）
- ドラゴン・テイルズ（ザック）
- トランスフォーマー アドベンチャー（ペッド）
- 爆走ナマケモノ! フリーキー（アンドレ）
- 齢5000年の草食ドラゴン、いわれなき邪竜認定（狩神）
- LEGO スター・ウォーズ/リビルド・ザ・ギャラクシー（シグ・グリーブリング）

### Webドラマ
- デスノート NEW GENERATION（N〈ニア〉の声）

### 携帯コンテンツ・アプリ
- 私のホストちゃんS（ルイ[134]）
- 封印勇者！マイン島と空の迷宮（呪い屋カース）

### 特撮
- 燃えろ!!ロボコン（1999年、ロボケロの声）
- 燃えろ!!ロボコンVSがんばれ!!ロボコン（1999年、ロボケロの声、ガソリンスタンドの店員役）
- スーパー戦隊シリーズ
  - 百獣戦隊ガオレンジャー（2001年、人体標本オルグの声）
  - 烈車戦隊トッキュウジャー（2014年、ナイトの声）
  - 機界戦隊ゼンカイジャー（2022年、オミクジワルドの声[135]）
  - 王様戦隊キングオージャー（2023年、ザリガジームの声[136]）
  - 爆上戦隊ブンブンジャー（2024年、センログルマーの声）

### 実写
- アニメ星人 〜ときめきレシピ〜（チバテレビ：2010年10月 - 11月）
- コスコスプレプレ（フジテレビTWO、第17回ゲスト）
- 実写版ゲロゲロキッチン 〜中の人でやってみた〜（アイドルマスター DVD/BD 第4巻 限定版特典）
- 劇場版銀魂　銀幕瓦版SP（テレビ東京、2013年6月30日）
- サキよみ ジャンBANG!（テレビ東京、2014年2月7日）
- アニメマシテ（テレビ東京、2015年7月2日）
- 血界戦線 特別番組（MBS、2015年7月4日）
- 東京エンカウント弐（第三七章、三八章ゲスト）
- 特捜警察ジャンポリス（テレビ東京、2018年8月25日）
- いないいないばあっ!（NHK Eテレ、2023年 - ）おっとーの声[137]

### ラジオ
※はインターネット配信。
- ミッドナイトあすかちゃんねる〜Mにまかせろ〜（1996年 - 1997年、TBSラジオ）
- 卒業M・Mッテ最高!（1997年 - 1998年、TBSラジオ）
- M+ 真夜中の…?!（1998年、ニッポン放送）
- シャオと太助の今夜も守護月天!（1999年 - 2001年、TBSラジオ）
- 青山二丁目劇場（2007年 - 、文化放送）
- 「超!アニメロアワー 檜山・遠近・阪口の俺たちの城 夏の陣」（2007年、文化放送）
- もっと! あなたと! ときめきメモリアル（2010年 - 2011年、音泉※）
- 文化放送モバイルplus presents バトスピ大好き声優の生放送！（2011年 - 、超!A&G+※）
- 電人★GA部ぅ〜（2011年 - 2013年、文化放送→ニコニコ生放送※）
- 古典部の屈託（2012年、ランティスネットラジオ※）
- ラジオもやしもん リターンズ 某農大放送祭!（2012年 - 2013年、音泉※）
- 阪口大助の＜週刊＞声優のツボ（2014年、バンダイチャンネル※・音泉※）[138]
- バンダイチャンネルのこのアニメ、絶対に見てください。（2014年 - 2015年、バンダイチャンネル※・音泉※）
- TVアニメ「血界戦線」技名を叫んでから殴るラジオ!（2014年 - 2015年、音泉※）
- TVアニメ『血界戦線&BEYOND』技名を叫んでから殴るラジオ（2017年 - 2018年、音泉※）
- PERSONA5 the Animation Radio“カイトーク!”（2018年、アニメイトタイムズ※）
- &CAST!!!アワー ラブテン!（2019年 - 2020年、&CAST!!!※・超!A&G+※）[139]
- 阪口くんと釘宮さんのブックトラベラー（2022年、ラジオ大阪）[140]

### ラジオドラマ
- VOMIC
  - 明日泥棒（宮迫享一）
  - 銀魂（志村新八）
  - てとくち（大黒屋周助）[141]
- 炎の蜃気楼（成田譲）
- 「花の慶次〜雲のかなたに〜」“琉球の章”（捨丸）
- 君色ストーリア（影山新一）[142]
- 水俣初恋ポッドキャスト（ぼく）
- ユアマジェスティ ボイスドラマ（ジッキョ）

### ラジオ・トークCD
- CLANNAD ラジオCD 渚と早苗のおまえにレインボー Vol.3、4
- モモっとトーク高橋広樹のモモっとトーークCD 阪口大助盤
- DJCD 神あそラジオ Vol.2
- DJCD 仮面のメイドガイ 第1巻
- ラジオCD TVアニメ「鋼殻のレギオス」Webラジオ レギオスのらじおッス!2
- DJ☆CD 伝心まもって守護月天!〜シャオ&太助のいつでも守護月天 1-3
- ラジオCD トークパラダイス 阪口大助Ver.
- ラジオCD「TVアニメ『血界戦線』技名を叫んでから殴るラジオ！」
- DJCD「TVアニメ『血界戦線&BEYOND』技名を叫んでから殴るラジオ」

### その他コンテンツ
- 機動戦士VガンダムDVD-BOX CM
- 迷?探偵クリス（安城市文化センター内プラネタリウムで上映）（ピーボ）
- ぼくらの裁判員物語（裁判員制度広報アニメーション）（遠藤進）
- あしたをつかめ番外編「しあわせな就活」（2012年11月24日、NHK、ナレーション）
- 爆報! THE フライデー（声の出演）
- 電人☆ゲッチャ!（2013年4月5日 - 2014年8月28日、ニコニコ生放送、メインMC）
- スマ変 WEB CM（ソフトバンク）（スマ変くん）
- ぼくらはマンガで強くなった〜SPORTS×MANGA「体操・内村航平 金メダルの秘密」（2015年6月28日[143]、語り）
- 銀魂ステーション（14分）（2016年7月2日 - 、キッズステーション、志村新八）
- ノンママ白書（脚注ナレーション）
- 神酒ノ尊-ミキノミコト-（2018年 - 、村祐[144]）
- 燈の守り人～幻想夜話～（2021年、美保関灯台[145]）
- 燈の守り人 灯台音声ガイド 島根県松江市 美保関灯台（2021年）[145]
- ハイチュウ CM（2023年 - 2024年、うまイチュウ、記者）[146][147]
- サンドの禁断！好きな麺チェーン店ランキング（2024年4月13日、テレビ朝日、ラーメンくん）[148]
- 日本マクドナルドCM「魔女のお届けもの ヨーロッパバーガーズ」（2024年、ジジ[149]）

## ディスコグラフィ
- あたしンちエンディングソングCD　Let’s Go!あたしンち
  - 「Let’s Go!あたしンち」（ザ・タチバナーズ）
- CLAMP学園 怪奇現象研究部 事件ファイル（兎屋高雪：置鮎龍太郎、鷹村光司：阪口大助）
  - 「仮定法未来＝明日」
  - 「いつも虹は雨降りのあと」
- 潔癖男子!青山くん
  - 「太陽がくれた季節」 (青山くん：置鮎龍太郎、財前かおる：関智一、坂井一馬：保志総一朗、塚本仁：阪口大助、吉岡太一：吉野裕行)
- OVA卒業M song collection（志村未希麿）
- 卒業M LOVE SONG COLLECTION（志村未希麿）
- 少年ハリウッド-HOLLY STAGE FOR 49- vol．2 封入特典CD
  - 「永遠never ever」（風原 乱：浅沼晋太郎、広澤大地：保志総一朗、大咲 香：鈴木裕斗、早水海馬：鳥海浩輔、富井 実：阪口大助、柊 剛人：浪川大輔、伊達竜之介：岸尾だいすけ）
- 真・三國無双7 キャラクターソング集3〜蜀
  - 「Back to Back」（張苞）
- SONG ALBUM 好きなものは好きだからしょうがない!!-HEAVENLY BREATH-
  - 「恋でオーライ！」（本城祭：千葉進歩、クリス：結城比呂、佐倉広夢：阪口大助）
- DEAR My SUN!! キャラクターソング&メッセージCD 風斗ver.
  - 「れべる☆じゃんぷ」（ポンちゃん）
- デジモンユニバース アプリモンスターズ キャラクターソング&オリジナル・サウンドトラック
  - 「Maze」（桂レイ：豊永利行&ハックモン：阪口大助）
- アニメ『刀剣乱舞 廻』キャラクターソングアルバム（2024年8月14日）
  - 「DAYBREAK」（三日月宗近（鳥海浩輔）、山姥切国広（前野智昭）、宗三左文字（泰勇気）、不動行光（阪口大助）、へし切長谷部（新垣樽助）、薬研藤四郎（山下誠一郎）、江雪左文字（佐藤拓也）、小夜左文字（村瀬歩）、一期一振（田丸篤志）、鯰尾藤四郎（斉藤壮馬）、燭台切光忠（佐藤拓也）、鶴丸国永（斉藤壮馬））
  - 「DAYBREAK」（不動行光（阪口大助））
- ときめきメモリアル4 Character Single BOX
  - 「抜け殻」（小林学：阪口大助、七河正志：中村悠一）
- VitaminX キャラクターCD『SILVER DISC』
  - 「♂極娘天国♀(イパネマパラダイス)」（真田正輝）
- VitaminX Addiction/後行キャラクターソングリターンズ -帰ってきたT6-
  - 「恋心A・B・C」（真田正輝）
- VitaminX Character Song CD That’s エンターテイメント! B6&T6 SHOW #3 〜悟郎と二階堂/瑞希と真田〜
  - 「 愛の深夜特急（ミステリートレイン） 〜密室2時間の謎?!〜」（斑目瑞希：菅沼久義、真田正輝：阪口大助）
- 百歌声爛 -男性声優編-
- 古典部の屈託 テーマソングCD（千反田える：佐藤聡美、福部里志：阪口大助） 
  - 「アップデイトご一緒に」
  - 「いつか僕らのエピローグ」
- まもって守護月天! エクストラソングス Vol.2 （七梨太助）
  - 「ハッピーエンドは終わらない」
- 「燃えろ!!ロボコン」歌と音楽集
  - 「ケッコーしあわせロボケロ」（ロボケロ）
- 燃えろ!!ロボコン ソング・コレクション
  - 「うたがあるかぎり」（ロボケロ）
- ONE PIECE ニッポン縦断! 47クルーズALBUM“北”（ポートガス・D・エース〈子供時代〉）
  - 「47都道府県☆言いまクルーズ」（ルフィ：田中真弓、エース：阪口大助、サボ：竹内順子）

### シリーズ一覧
1. ↑  第1シリーズ（1992年）、第2シリーズ『R』（1994年）、第3シリーズ『S』（1995年）、第4シリーズ『SuperS』（1996年）、特別編『SuperS スペシャル！』（1995年4月8日）
2. ↑  第1作（1998年）、テレビスペシャル（2007年11月12日・19日）
3. ↑  第1期（2001年）、第2期『New Challenger』（2009年）
4. ↑  第1期（2002年 - 2009年）、第2期『新あたしンち』（2015年 - 2016年）
5. ↑  第1期（2004年）、第2期『てんこもり』（2005年）
6. ↑  第1作（2004年）、第2作『まじめにふまじめ かいけつゾロリ』（2005年 - 2006年）
7. ↑  第3シリーズ『Stream』（2004年 - 2005年）、第4シリーズ『BEAST』（2005年 - 2006年）、第5シリーズ『BEAST+』（2006年）
8. ↑  第1期（2006年 - 2010年）、第2期『銀魂’』（2011年 - 2012年）、第2期延長戦『銀魂’延長戦』（2012年 - 2013年）、第3期『銀魂ﾟ』（2015年 - 2016年）、第4期『銀魂.』（2017年 - 2018年）
9. ↑  テレビシリーズ（2006年 - 2010年）、特別編（2011年2月3日）
10. ↑  第1期（2007年 - 2008年）、第2期『CLANNAD 〜AFTER STORY〜』（2008年 - 2009年）
11. ↑  第1期（2007年）、第2期『リターンズ』（2012年）
12. ↑  第1期（2011年 - 2012年）、第2期『2』（2013年）、第3期『3』（2019年 - 2020年）
13. ↑  第2期『〜悪のデスジェネラルと七つの王国〜』（2011年）、第3期『〜時を駆ける少年ハンターたち〜』（2011年）
14. ↑  第1期『-HOLLY STAGE FOR 49-』（2014年）、第2期『HOLLY STAGE FOR 50-』（2015年）
15. ↑  第1期（2015年）、第2期『血界戦線 & BEYOND』（2017年）
16. ↑  第1期（2015年）、第2期『2』（2020年）
17. ↑  第1シリーズ（2017年）、第2シリーズ（2017年 - 2018年）
18. ↑  テレビシリーズ（2018年）、特番『Dark Sun...』（2018年）、特番『Stars and Ours』（2019年）
19. ↑  第1期（2019年）、第2期『弐ノ章』（2020年）、第3期『参ノ章』第1クール（2025年）
20. ↑  第2シリーズ（2021年）、第3シリーズ（2022年）
21. ↑  シーズン1（2021年）、シーズン2（2022年）
22. ↑  『ポケットモンスター』（2022年）、『めざせポケモンマスター』（2023年）
23. ↑  第1期（2022年 - 2023年）、第2期『決闘学園編』（2023年）
24. ↑  第1期（2022年 - 2023年）、第2期（2024年）
25. ↑  第1クール（2023年）、第2クール（2024年）
26. ↑  『新』（1996年）、『α』（2000年）、『α外伝』『α for Dreamcast』（2001年）、『X-Ω』（2019年）、『30』（2021年）
27. ↑  『GGENERATION』（1998年）、『ZERO』（1999年）、『F』（2000年）、『F.I.F』（2001年）、『NEO』（2002年）、『SEED』（2004年）、『PORTABLE』（2006年）、『SPIRITS』（2007年）、『WARS』（2009年）、『WORLD』『3D』（2011年）、『OVER WORLD』（2012年）
28. ↑  『Vol.1 再誕』『Vol.2 君想フ声』（2006年）、『Vol.3 歩くような速さで』（2007年）、『Last Recode』（2017年）
29. ↑  『VitaminX』（2007年）、『Evolution』『VitaminY』（2008年）、『Evolution Plus』（2010年）、『Detective B6』（2012年）、『VitaminR』（2013年）
30. ↑  『エクストリームバーサス』（2010年）、『フルブースト』（2012年）、『マキシブースト』（2014年）、『フォース』（2015年）、『マキシブースト ON』（2016年）
31. ↑  『ゴッドイーター』『バースト』（2010年）、『2』（2013年）、『2 レイジバースト』（2015年）
32. ↑  『ドラゴンボールヒーローズ』、『ドラゴンボールヒーローズ アルティメットミッション』シリーズ（第1作、2、X）、『スーパードラゴンボールヒーローズ』
33. ↑  『真・三國無双7』、『猛将伝』（2013年）、『Empires』（2014年）
34. ↑  『エクストリームバーサス2』（2018年）、『クロスブースト』（2021年）、『オーバーブースト』（2023年）、『インフィニットブースト』（2025年）

### 初出話一覧
1. ↑  第3期 第12話初出
2. ↑  第3期 第1話初出
3. ↑  第1期 第3話初出
4. 1 2  第95話初出
5. ↑  第50話初出
6. ↑  第1話初出
7. ↑  第316話初出
8. ↑  第30話初出
9. ↑  第9話初出
10. ↑  第11話初出
11. ↑  第18話初出
12. ↑  第19話初出
13. ↑  第5話初出